# 村地信夫

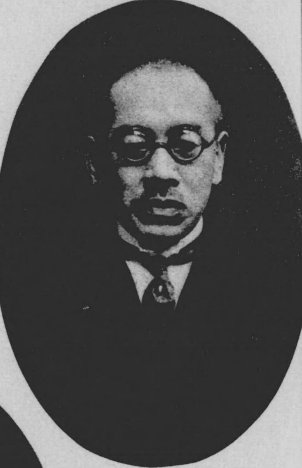
村地信夫

村地 信夫（むらち のぶお、1887年（明治20年）6月1日 - 1941年（昭和16年）10月22日）は、日本の内務・警察官僚。官選滋賀県知事、秋田市長。

## 経歴
東京府出身。村地正治の四男として生まれる。第二高等学校を卒業。1912年、東京帝国大学法科大学（独法）を卒業。1913年（大正2年）11月、文官高等試験行政科試験に合格。1914年（大正3年）内務省に入省し和歌山県属となる。
以後、和歌山県伊都郡長、同那賀郡長、鹿児島県理事官、秋田県警察部長、福岡県書記官・警察部長、内務省書記官・警保局高等課長、同保安課長、警視庁官房主事などを歴任。
1934年（昭和9年）10月、滋賀県知事に就任。水産課分室の設置、県観光協会の設置、工場排水問題解決のための基礎調査実施、治水・造林規定の制定などを推進。1936年（昭和11年）4月、知事を辞職し退官した。その後、1937年（昭和12年）日本万国博覧会財務部長、1939年（昭和14年）2月に秋田市長に就任したが、在任中に死去した。